# Vignogn
Vignogn est une localité et une ancienne commune suisse du canton des Grisons.

## Histoire
Le 1er janvier 2013, la commune a fusionné avec Degen, Lumbrein, Morissen, Suraua, Cumbel, Vella et Vrin pour former la nouvelle commune de Lumnezia.